# 케리 폭스
케리 로런 폭스(영어: Kerry Lauren Fox, 1966년 7월 30일 ~ )는 뉴질랜드의 배우이다.

## 출연 작품
- 다운리버
- 홀딩 더 맨
- 드레스메이커
- 글루
- 워 북
- 더 크림슨 필드
- 신데렐라 : 트랩 오브 허
- 미스터 핍
- 멘탈
- 인트루더스
- 버닝 맨
- 모닝 에코
- 스톰
- 브라이트 스타
- 페리맨
- 그가 말하길
- 랙 테일
- 뚝딱 마을 통통 아저씨 : 스노우드 언더
- 나이스랜드
- 게더링
- 흑과 백
- 정사
- 포인트 맨
- 파니와 엘비스
- 한손으로 박수치는 소리
- 죽지 못하는 남자의 이유
- 공중 정원
- 웰컴 투 사라예보
- 빌리지 어페어
- 쉘로우 그레이브
- 록키 스타
- 체즈 노스의 마지막 날들
- 레인보우 워리어 폭파사건
- 내 책상 위의 천사
- 메이헴 - 아이린 역

## 연출 작품
- 토핑 아웃